# 曹雷
曹雷（1464年—？），字啓東，山西太原府平定州軍籍，直隶泰州人明朝政治人物。

## 生平
山西鄉試第三十五名舉人。弘治十八年（1505年）中式乙丑科會試第一百四十四名，三甲第一百七十九名進士。授大理寺评事，正德五年（1510年）七月选授廣東道監察御史，十二年正月升江西按察司副使，兵备九江，十四年六月宸濠之乱，弃守九江，世宗继位，被論去職。

## 家族
曾祖曹二；祖父曹輝，□官；父曹恕，母葛氏。具庆下。